# Jesus Christ Pose
Jesus Christ Pose è un brano musicale del gruppo grunge statunitense Soundgarden, incluso nel terzo album della band, Badmotorfinger, uscito nel 1991 su etichetta A&M; pubblicato come primo singolo estratto dal disco (B-side: Stray Cat Blues/Into the Void (Sealth)/Somewhere), e successivamente inserito nella raccolta A-Sides.

## Il brano
Il testo di Jesus Christ Pose venne scritto dal solo Chris Cornell mentre la musica è opera collettiva di Cornell, Matt Cameron, Ben Shepherd, e Kim Thayil.

La band spiegò che il testo del brano era una riflessione sul concetto dello sfruttamento della religione a scopo personale. Si tratta di una critica a come molte personalità pubbliche facciano uso della religione (in particolare citando Gesù Cristo) per dipingersi "migliori" di altri, o come dei "martiri". Cornell citò esplicitamente il frontman dei Jane's Addiction Perry Farrell tra le influenze della canzone, spiegando: «Sta diventando di moda recitare la parte del povero ragazzo perseguitato da tutti». In un'intervista, Cornell spiegò il termine "Jesus Christ Pose" ("posa alla Gesù Cristo"): 

## Video
Il videoclip musicale di Jesus Christ Pose venne diretto da Eric Zimmerman, che successivamente si sarebbe occupato della regia del video di Rusty Cage. Nel video si vedono i membri del gruppo passeggiare nel deserto intervallati da varie immagini di croci, cyborg, una ragazza crocifissa, uno scheletro crocifisso, ed anche verdure in forma umana sulla croce. Thayil disse: «Un sacco di quelle immagini furono scelte dal regista Eric Zimmerman, noi ci limitammo a decidere cosa ci piaceva e cosa no». Cornell commentò, «Fu un'idea assolutamente unanime da parte della band quella di avere una ragazza crocifissa nel video... Come immagine, ha un forte impatto visivo ed è anche una provocazione alla gente, perché le donne sono state le prime perseguitate della storia, e quindi aveva più senso mettere una donna in croce rispetto che un uomo».
Infine, Thayil aggiunse che il video era uno dei pochi dei Soundgarden del quale la band era rimasta soddisfatta.

## Polemiche
Jesus Christ Pose si guadagnò l'attenzione da parte dei media quando nel 1991 l'emittente MTV decise di non trasmettere il videoclip della canzone. Molti spettatori si erano detti oltraggiati dai contenuti "blasfemi" del brano e del video ad esso associato, ritenuto anti-cristiano. Anche la copertina del 45 giri destò scalpore. A seguito delle polemiche, la band ricevette delle minacce di morte nel corso del tour britannico dei primi anni novanta.

Thayil circa le polemiche scatenate da Jesus Christ Pose: 

## Tracce singolo
CD promozionale (US) & vinile 12" (UK)
1. Jesus Christ Pose (Matt Cameron, Chris Cornell, Ben Shepherd, Kim Thayil) – 5:51

Vinile 12" (UK)
1. Jesus Christ Pose (Cameron, Cornell, Shepherd, Thayil) – 5:51
2. Stray Cat Blues (Mick Jagger, Keith Richards) – 4:46

Vinile 12" (UK), CD (UK), & vinile 12" (UK)
1. Jesus Christ Pose (Cameron, Cornell, Shepherd, Thayil) – 5:51
2. Stray Cat Blues (Jagger, Richards) – 4:46
3. Into the Void (Sealth) (Chief Sealth, Ozzy Osbourne, Tony Iommi, Geezer Butler, Bill Ward) – 6:37
4. Somewhere (Shepherd) – 4:21

Vinile 7" (US) & vinile promozionale 12" (US)
1. Jesus Christ Pose (Cameron, Cornell, Shepherd, Thayil) – 5:51
2. Drawing Flies (Cameron, Cornell) – 2:25

## Classifiche
| Classifica (1992) | Posizione massima |
| ----------------- | ----------------- |
| Regno Unito       | 30                |

## Cover
- The Killing Tree nel 2003 sull'EP We Sing Sin.
- The Dillinger Escape Plan nell'album di cover High Voltage!: A Brief History of Rock, e nel loro EP Plagiarism, entrambi del 2006.
- Pearl Jam dal vivo sotto forma di jam session.